# 모델 (드라마)
《모델》은 1997년 4월 9일부터 1997년 8월 7일까지 방송되었던 SBS 수목 드라마로 패션 모델 업계를 배경으로 젊은 남녀들의 일과 사랑을 그린 트렌디 드라마였다. 화려한 출연진과 감각적인 영상 및 실제 SBS 슈퍼엘리트모델선발대회 출신 이선진, 송선미, 소수영 출연이 화제를 모았다.
하지만 당시 심각한 경제 불황에서 사치스런 소재를 다뤘다는 비판이 있었으며 그 결과 1997년 최악의 드라마 2위에 선정되는 불명예를 안았다.
한편 《모델》부터 SBS 수목 드라마 시간대는 현재까지 미니 시리즈 드라마 형식으로 가고 있으며 연극인 이윤택이 드라마를 써서 화제가 되었는데 해당 작품에 앞서 SBS 주말 특별 기획 드라마 《임꺽정》 각색자로 낙점되었으나 작품 해석상 차이 때문에 하차해야 했고 SBS 수목 드라마는 《시크릿 부티크》 이후 휴방에 들어갔다.
아울러 SBS는 해당 프로그램에 앞서 《아름다운 그녀》를 내보낼 예정이었으나 이 프로그램이 갑작스럽게 《임꺽정》 후속으로 SBS 주말 특별 기획 드라마로 편성 변경되자 《모델》이 대타로 들어갔다.

## 등장 인물
- 김남주 : 송경린 역
- 한재석 : 조원준 역
- 장동건 : 이정 역
- 염정아 : 박수아 역
- 이영범 : 박수아 남편 역
- 송선미 : 김이주 역
- 이선진 : 나필순 역
- 전광렬 : 유장혁 역
- 이석 : 이빈 역
- 소지섭 : 송경철 역
- 장혁 : 준호 역
- 정동환 : 나사랑 역
- 전운
- 하유미 : 밀레나 신 역
- 이지은 : 패션 잡지 기자 역
- 정동숙 : 김이주 올케 역
- 천호진 : 조태식 역
- 소수영 : 유진 역
- 고미영 : 한채영 역
- 김단비
- 주용만
- 박광현
- 유퉁
- 조경환
- 이희도
- 심혜진
- 윤유선
- 노경주
- 김영철
- 양은용
- 조선주
- 신현숙
- 이은희
- 편일태
- 김소연
- 박성혜
- 신은정
- 송지은
- 송희아

## 시청률
- 1회 + 2회 - 26% (1회 시청률 24.8%로 출발)
- 3회 + 4회 - 26.2%
- 5회 + 6회 - 24.9%
- 7회 + 8회 - 24.6%
- 9회 + 10회 - 23.4%
- 11회 + 12회 - 21.7%
- 13회 + 14회 - 25.3%
- 15회 + 16회 - 23%
- 17회 + 18회 - 22.3%
- 19회 + 20회 - 24.6%
- 21회 + 22회 - 22.6%
- 23회 + 24회 - 25.2%
- 25회 + 26회 - 23.1%
- 27회 + 28회 - 23%
- 29회 + 30회 - 20.7%
- 31회 + 32회 - 22.4%
- 33회 + 34회 - 25%
- 35회 + 36회 - 24.8% (최종화 36회 26.3%로 종영)

## 편성 변경
- 1997년 5월 15일 - 11 ~ 12회 연속
- 1997년 6월 26일 - 23 ~ 24회 연속
- 1997년 7월 31일 - 33 ~ 34회 연속

## 결방 사유
- 1997년 5월 14일 - 9시 50분부터 《민영 TV의 날 특집 2부작 드라마 혼자 밥먹는 여자》 편성으로 결방
- 1997년 6월 25일 - 9시 50분부터 《6.25 특집 드라마 설촌별곡》 편성으로 결방
- 1997년 7월 30일 - 《특별 생방송 3당 대통령 후보 초청 토론회 김대중 새정치국민회의 후보》 편성으로 결방

## 참고 사항
- 김남주가 맡았던 송경린 역은 당초 이승연이 낙점됐으나 여러 이유로 고사한 바 있었다[7].